# 李松 (商人)
李松（？—），美国哥伦比亚大学金融学博士，是一个投资银行家转型的互联网连续创业人。其中就有拥有注册会员1800万人的珍爱网，被《互联网周刊》评为“2008年中国最佳婚恋网站”，中国互联网高峰大会评为“2008年中国互联网最具价值网站奖”，以及美国《Red Herring》杂志评为“2008年Red Herring亚洲百强科技创业公司”。於2009年创办嘀咕网。